# Paralabulla
Genre
Paralabulla est un genre fossile d'araignées aranéomorphes de la famille des Linyphiidae.

## Distribution
Les espèces de ce genre ont été découvertes dans de l'ambre de la mer Baltique et de Bitterfeld en Saxe-Anhalt en Allemagne. Elles datent du Paléogène.

## Liste des espèces
Selon The World Spider Catalog 12.5 :
- †Paralabulla bitterfeldensis Wunderlich, 2004
- †Paralabulla dubia Wunderlich, 2004
- †Paralabulla succinifera Wunderlich, 2004

## Publication originale
- (en) Wunderlich, 2004 : The fossil spiders of the family Linyphiidae in Baltic and Dominican amber (Araneae:Linyphiidae). Beiträge zur Araneologie, vol. 3, p. 1298–1373.